# HP-28

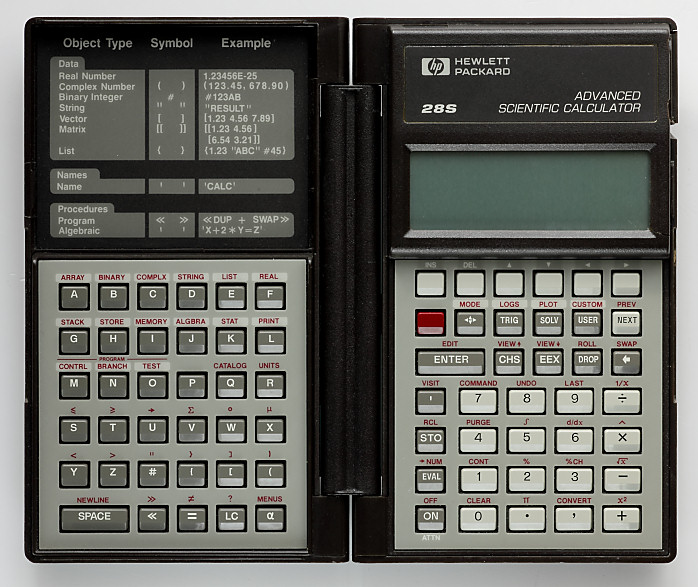
HP-28S in aufgeklapptem Zustand

Mit HP-28C (ab 1987) und HP-28S (ab 1988) wurden zwei wissenschaftliche Taschenrechner von Hewlett-Packard bezeichnet. Es handelt sich um die Vorläufer der Modellreihen HP-39G, HP-48, HP-49 und HP-50.
Zu den wesentlichen Eigenschaften des HP-28C/S zählen:
- Es wurde erstmals ein Computeralgebra-System (CAS) eingebaut,[1] welches die Verwendung algebraischer Ausdrücke und symbolische Operationen wie beispielsweise Ableiten von Funktionen, Taylorentwicklungen und einfache Integrationen erlaubt.
- Die Programmierung erfolgte in Reverse Polish LISP (RPL).
- Berechnungen erfolgen in der umgekehrten polnischen Notation (UPN).
- Beliebig viele Stackregister, welche beliebige Datentypen, Ausdrücke in symbolischer Algebra und Programme aufnehmen.
- Komplexe Arithmetik und Matrixfunktionen, auch in Kombination miteinander.
- Hohe Genauigkeit durch BCD-Arithmetik.

Im Taschenrechner wird ein von HP entwickelter und von NEC Electronics produzierter HP-Saturn-Prozessor eingesetzt.
Das Design hat HP mit einem Klappmechanismus verknüpft, bei dem beide Teile des Gehäuses eine Bewegungsfreiheit erhalten, die der eines Buches mit Spiralbindung entspricht. In geschlossenem Zustand sind die Bedienelemente des Rechners geschützt. Der Deckel enthält eine zusätzliche alphanumerische Tastatur (siehe Bild, linke Hälfte) und kann in geöffnetem Zustand sowohl neben dem Rechner liegen, als auch vollständig hinter den Rechner geklappt werden. In Letzterer Stellung können die üblichen rein numerischen Berechnungen durchgeführt werden, während der Rechner wie ein Taschenrechner einfacher Breite in der Hand gehalten wird.
Die Speicherkapazität beim HP-28C beträgt 2048 Bytes und die CPU arbeitet mit einem Prozessortakt von 640 kHz. Dieses Modell wurde etwa ein Jahr später durch den 28S mit 32 kiB Permanentspeicher bei 1 MHz abgelöst, der seinerseits bis 1992 auf dem Markt war. Hewlett-Packard legte dann ab 1991 mit dem HP-48S einen Konkurrenten und Nachfolger für den HP-28S auf.
Anwender fanden neue Möglichkeiten zur synthetischen Programmierung des HP-28, ein Begriff der mit der Programmierung des HP-41 entstanden ist und die Entdeckung und Nutzung undokumentierter Funktionen und Register bezeichnet.
Als Vorläufer des HP-48 (der erstmals als HP-48SX 1990 auf den Markt kam) ist der HP-28 diesem technisch sehr ähnlich. Die wesentlichen Unterschiede sind:
- Die 28-Modelle sind nicht erweiterbar.
- Die Infrarotschnittstelle hat lediglich eine Sendefunktion, kann jedoch keine Daten empfangen. Es können Daten an den Drucker gesendet werden. Zudem können Programme / Daten an neuere HP Rechner mit entsprechender Schnittstelle gesendet werden.
- Geringere Speicherkapazität beim HP-28C im Vergleich zum HP-48SX.
- Kleineres Display mit 137×32 Pixel (4 Zeilen), wobei die unterste Zeile verschwindet, wenn die Bezeichnungen der Softkeys eingeblendet werden.
- Keine Echtzeituhr (RTC) und Alarmfunktionen, lediglich Zugriff auf den internen Taktzähler.
- Geringere Arbeitsgeschwindigkeit.

Ein Nachteil dieser Bauform ist, dass sie bei Defekten wegen des verschweißten Gehäuses als unreparierbar gilt.